# Eutifrón

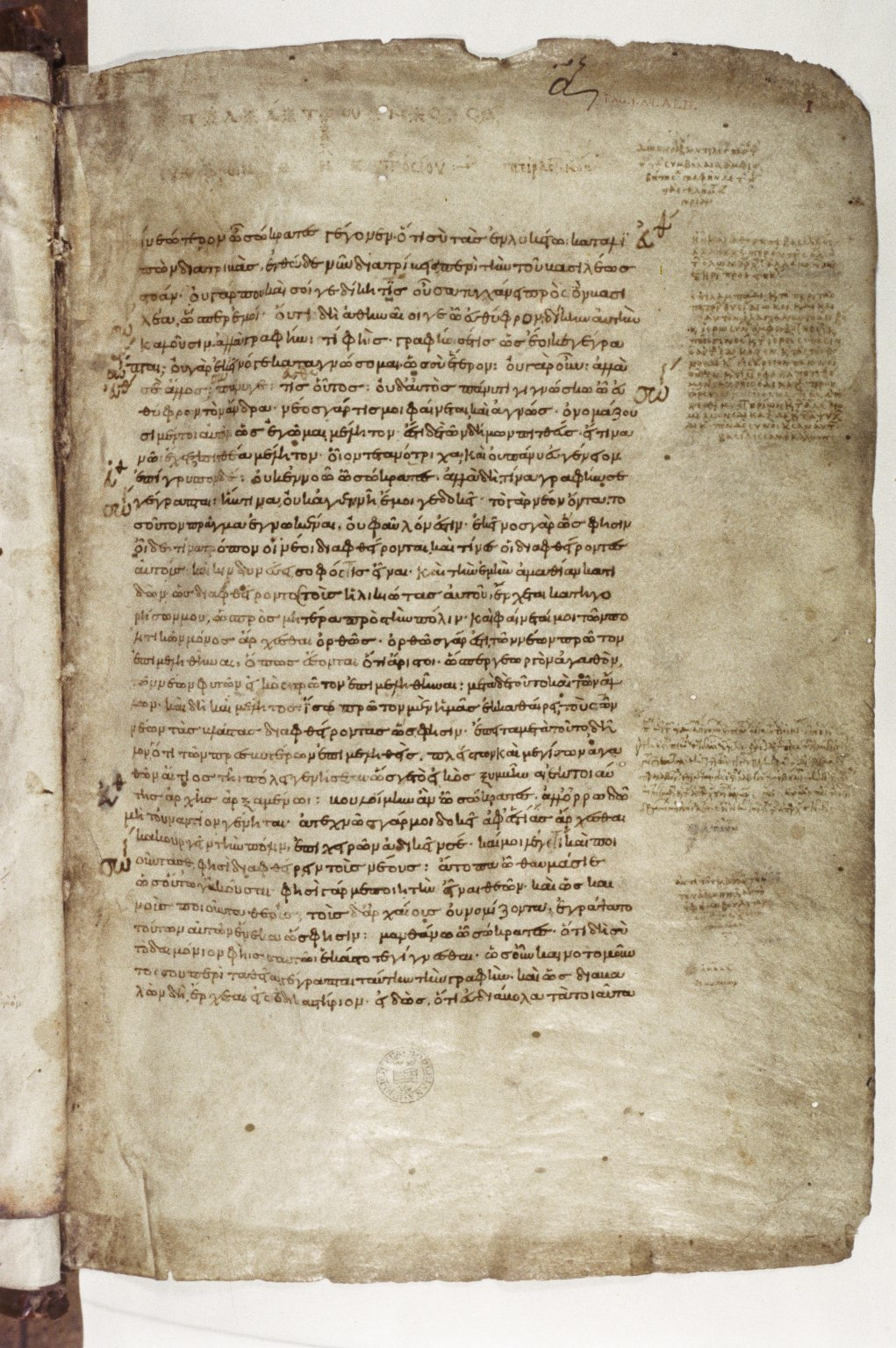
Manuscrito medieval del diálogo Eutifrón, c. 895.

Eutifrón (Ευθύφρων) o Sobre la piedad es un diálogo de Platón perteneciente a la serie llamada Primeros diálogos, escritos en la época en que el autor era aún joven. La fecha exacta permanece, sin embargo, incierta: los comentadores la hacen variar desde el año 399 a. C., justo antes del proceso de Sócrates, hasta el 395 a. C., algunos años después de su muerte.
Se supone que el diálogo se desarrolla en el año 399 a. C.: más precisamente entre la acusación de Meleto y el proceso de Sócrates.

## Personajes
- Sócrates y Eutifrón, por Victor OrselSócrates.

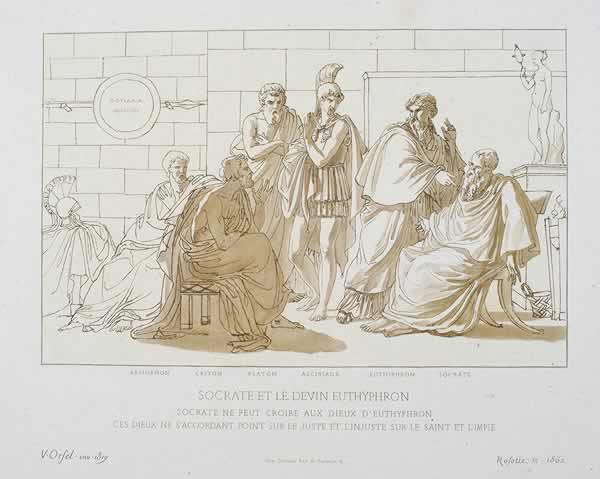
Sócrates y Eutifrón, por Victor Orsel

- Eutifrón de Prospalta: Es un personaje oscuro, pero que parece realmente haber existido, como es regla en los personajes puestos en escena por Platón. Los hechos relatados en el diálogo que lleva su nombre son probablemente exactos y bien conocidos por los atenienses de la época. Por otra parte, es difícil precisar si este Eutifrón corresponde al personaje del mismo nombre nombrado en el Crátilo, aunque, a priori, nada parece objetarlo.

## El diálogo: definir la piedad
Eutifrón trata sobre la naturaleza de la piedad, pero no aporta al tema conclusión alguna.

### Escena introductoria
Sócrates acaba de descubrir que fue objeto de una acusación por parte de un tal Meleto, un joven oportunista que le reprocha corromper a la juventud con sus discursos y sus ideas, especialmente en materia de religión. Cuando se dirigía hacia el Pórtico del rey, en Atenas, para comparecer ante el arconte rey, se cruza con Eutifrón, que se sorprende de verlo allí. Después de haberle contado su desgracia adornándola con halagos irónicos a la sensatez de Meleto, Sócrates pregunta a su vez la razón por la cual Eutifrón se encuentra en el mismo lugar que él.
Eutifrón le responde que se apresta a cometer un acto de gran piedad. Acaba, en efecto, de presentar una acusación contra su propio padre. Uno de los jornaleros de su familia, que trabajaba en sus tierras en Naxos, había una tarde bebido demasiado y degolló a uno de los criados de la familia. El padre de Eutifrón ordenó, entonces, atar de pies y manos al criminal y arrojarlo a una fosa, al mismo tiempo que envió a un hombre a consultar al exégeta sobre qué debía hacer. El padre se olvidó del hombre atado que, antes de que regresara el enviado, había muerto de frío y de hambre.
Sócrates se alegra de esas circunstancias: si Eutifrón procede con tanta determinación, es seguramente porque tiene una visión clara y precisa de lo que es pío y de lo que no lo es. De lo contrario, no se animaría a presentar una acusación tan grave contra su padre. Le ruega encarecidamente, entonces, que lo ilumine sobre la naturaleza de la piedad, a fin de que Meleto no pueda acusarlo de carecer de ella.

### Primera definición de Eutifrón: es acusar a toda persona que haya cometido un delito
No comprendiendo inmediatamente la petición de Sócrates, que le había sin embargo precisado claramente que quería una definición de la piedad en general, Eutifrón le propone una primera respuesta, demasiado estrecha: ser pío es, según él, lo que él mismo realiza en ese momento (es decir, incluye a su caso particular dentro de la definición general aun antes de encontrarla), pero luego aclara su respuesta con una generalización: ser pío es “acusar al que comete delito y peca, sea por homicidio, sea por robo de templos o por otra cosa de este tipo, aunque se trate precisamente del padre, de la madre o de otro cualquiera”. Y la mejor prueba, agrega, es que los dioses actúan como él: ¿no castró Crono, acaso, a su padre, Urano, antes de ser él mismo reducido a la impotencia por su hijo Zeus? 
Pero Sócrates, un hombre racional, le da poca importancia a todos esos cuentos y le ruega a Eutifrón que le dé una idea más general de lo que es, según él, la piedad.

### Segunda definición de Eutifrón: es lo que agrada a los dioses
Habiendo esta vez comprendido dónde Sócrates quería llegar, Eutifrón responde que “es, ciertamente, pío lo que agrada a los dioses, y lo que no les agrada es impío”. 
Pero, objeta Sócrates, ¿no están los dioses disputando constantemente unos con otros sobre numerosos temas? Por lo tanto, lo que agrada a un dios puede no agradar a otro. Las mismas cosas podrían entonces ser pías e impías, lo que prueba que la definición propuesta es incorrecta. 

### Tercera definición de Eutifrón: es lo que agrada a todos los dioses
Eutifrón es entonces llevado a modificar ligeramente su definición: lo que agrada a todos los dioses es pío y lo que les es odioso a todos es impío. En cuanto a las cosas que agradan a algunos dioses y son odiosas a otros, son al mismo tiempo pías e impías, o bien ni una cosa ni la otra. 
Sócrates tampoco está satisfecho con esta definición y hace una observación sutil que explica largamente: no es porque una cosa agrada a los dioses que es pía, sino que, más bien, porque es pía agrada a los dioses. Por lo tanto, no se puede definir la piedad como lo que agrada a los dioses: se trata a lo sumo de una característica accidental de esta virtud, pero que no hace a su esencia (ver dilema de Eutifrón).
Apremiado a rever su definición, Eutifrón se confiesa perdido: Sócrates, como el mítico Dédalo que daba vida a sus estatuas, trata las ideas de su interlocutor de tal manera que ellas no se quedan en su lugar. 

### La definición de Sócrates: es una parte de lo justo
Sócrates interviene entonces para sacar a Eutifrón de aprietos. No hay ninguna duda, en primer lugar, de que todo lo que es pío es justo. Sin embargo, no se puede, en el sentido inverso, afirmar que todo lo que es justo es forzosamente pío. Parece, por lo tanto, indiscutible que la piedad es una parte de la noción, más amplía, de la justicia. Pero, ¿de que parte se trata?
Eutifrón responde que se trata de la parte de la justicia “referente al cuidado de los dioses” y que “la que se refiere a los hombres es la parte restante de lo justo”. 
Interesado en esta idea, Sócrates queda, sin embargo, desconcertado por el concepto de “cuidado”. Cuando un esclavo prodiga cuidados a su amo, o un caballero a su caballo, es para beneficiar al que lo recibe, de una manera o de otra. Ahora bien, ¿qué beneficios obtienen los dioses de la piedad de los hombres? ¿Se vuelven acaso mejores o eso les permite producir alguna cosa? Una vez más en aprietos, Eutifrón vuelve sobre una de sus definiciones anteriores, a saber: que la piedad consiste en decir y hacer lo que es agradable a los dioses, orando y haciendo sacrificios. Pero Sócrates ha demostrado ya la falsedad de esta idea y estima que lo mejor es retomar la discusión desde el principio.
Temiendo ser puesto en ridículo otra vez, Eutifrón se excusa vagamente y se despide de Sócrates, dejando el diálogo inconcluso.

## Contenido filosófico
En lo que concierne a la cuestión de la piedad, el lector no se queda más que con un principio de respuesta a la cuestión inicialmente propuesta: la piedad es una parte de lo justo. Pero, ¿qué parte? Y, ¿cómo definirla más precisamente? Al lector queda la tarea de responder a esta pregunta.
El contenido filosófico de Eutifrón se desarrolla, sin embargo, en otro plano: trata del modo de vida filosófico. En ese sentido, Eutifrón constituye, en cierta forma, un prólogo o un apéndice a Apología de Sócrates. En efecto, uno de los problemas de Platón aquí, al igual que en la Apología, es ilustrar y defender el modo de vida filosófico por oposición a un modo de vida no filosófico, ilustrado por Eutifrón, que llega hasta a acusar a su propio padre en nombre de la piedad, pese a que él mismo no sabe qué es lo pío.
Probablemente, el fin de Eutifrón no era responder completamente a la cuestión de la piedad, sino proporcionar al lector un modelo ejemplar de discusión socrática, a fin de estimularlo a que continúe, usando los mismos métodos de razonamiento, él mismo la busca filosófica.